# オルバス
オルバス（Aulbath、欧米ではRikuo）は、カプコンの2D対戦型格闘ゲーム『ヴァンパイア』シリーズに登場する架空のキャラクター。

## キャラクター設定
アマゾン奥地のとある地底湖に築かれた水中帝国に君臨していたマーマンたちの王。ある日、パイロン襲来の影響により湖底の火山が噴火し、彼の王国は瞬く間に水に飲まれ、一瞬にして滅んでしまった。ただ一人生き残ったオルバスは邪悪な思念を感じ取り、怒りに震えながら国の崩壊をもたらした姿なき敵を倒すべく、未知なる地上へと足を踏み出す。『ハンター』までのエンディングでは、生き残っていた同族の女性アクエリアと再会して結ばれ、その1年後に一人息子のアルバを授かる。『セイヴァー』は、王国復興のための新境地を求めて、妻子を連れながら海へと乗り出す。しかし、アルバが突然姿を消し、彼を探すため魔次元へ飛び込む。そのエンディングでは、魔力に閉ざされた空間サルガッソーで自分たちとよく似た種族と邂逅し、彼らと共存していく道を歩む。
半魚人だけあって背中や頭部や腕に大きな鰭（ひれ）を持ち、長い爪の生えた指の間には水かきがあり、緑の肌をしている。また、胸部には水中生活をするための8つの鰓（あぎと）もある。しかし、その顔は魚の物とは異なり、人間らしい端正な顔立ちをしており、映画などで描かれる「半魚人」という怪物とは若干異なっている。
半魚人を統べる王だけあって気品に溢れ、矜持の高い性格であり、勝利メッセージなどからも絶対的な自信や尊大さが窺えるが、横暴ではなく、民や家族を思う優しく誠実な面も見せる。
オルバスの一族の生活場所は水中であるため、地上にいる生物との情報伝達はできない。オルバスたちは特殊な音波で交信を行っており、それを空気中では攻撃の一手段（彼の技の1つであるソニックウェーブ）として使う。ゆえに彼の勝利メッセージは、相手には理解されていない。
ホームステージは、『ハンター』まではブラジルのジャングル。『セイヴァー』以降は固定のステージは無いが、「GREEN SCREAM（緑の叫び）」という名前のステージで戦うことが多い。
オルバスは初代『ヴァンパイア』のキャラクターの中では最後に考案された。初期デザインでは決定案よりもグロテスクな容貌をしていた。
カプコンの有料携帯サイト「ケータイカプコン」では、オルバスを主役にしたアクションレースゲーム『オルバス ワイルドリバー』が配信されていた。

## ゲーム上の特徴
オルバスは、水中の種族だけあって、泡を飛ばす、津波を起こすなど水を絡めた攻撃が多い。また、種族として擬態能力を保持しており、貝や蟹などに体の一部を変えて戦う。動きを止める飛び道具や、姿勢を屈めて相手の上段攻撃を潜り抜けるダッシュなどトリッキーな性能の技が多い。特にEX必殺技の「ウォータージェイル」は、ガード不能で攻撃範囲が広く、非常に使いやすい技である。そのため、ゲージを溜めて「ウォータージェイル」からの連携に持っていくのが、オルバスの基本戦術になっており、相手からは「泡ハメ」と呼ばれ敬遠されがちである。しかし、「ウォータージェイル」は発生が遅く、決めてからの攻防もプレイヤーの腕が反映される。また、持ち技は全体的にクセがあり、使いどころを誤ると相手に反撃の隙を与える。いかにして自分の戦法に相手を引き込むかが重要なキャラクター。

## 技の解説

### 通常技
ジャンプ状態の垂斜の区別はない。
| 操作     | 立ち（近距離）   | 立ち（遠距離）     | しゃがみ                                  | ジャンプ                              |
| -------- | ---------------- | ------------------ | ----------------------------------------- | ------------------------------------- |
| 弱パンチ | タグショット     | タグショット       | アマゾンスイム                            | フライングタイド                      |
| 中パンチ | ウェットクロス   | ウェットクロス     | アマゾンクロール                          | スパイニーシェル                      |
| 強パンチ | ローリングフィン | ローリングフィン   | ダイレクトシザーズ(※1) / スナップシザーズ | サイクロンアーチン                    |
| 弱キック | サーフエンド     | サーフエンド       | フロッグステップ                          | ソードフィッシュダイブ                |
| 中キック | ベントウェイブ   | ベントウェイブ     | フロッグキック                            | ハイドロピーク                        |
| 強キック | スナイプシャフト | スティングシャフト | ウォーターレイジ                          | キラーボルテクス(※2) / ハイドロピーク |

※1 『初代』のみ
※2 『ハンター』まで

### 特殊技
スピニングカーレント（シェルアタック）
ダッシュ中に強パンチで、上半身を巻貝に変えて進行方向へ滑りながら進む。高い弾道の飛び道具を潜り抜けることが可能。初代のみ「シェルアタック」という技名。
キラーボルテクス
斜め下方に向かって回転しながら落ちる。『ハンター』まではジャンプ中に強キックを押すと、この技が出た。『セイヴァー』以降は特殊技になり、使い分けが可能になった。これに伴い、ジャンプ強キックのモーションはジャンプ中キックと同じになった）。

### 投げ技
ランドフィッシャー
蛙のように舌を伸ばして掴んで、相手を逆方向の地面へ叩きつける。その際、レバーを逆方向に入力することで特殊技の「切り返し」となり、その方向にもう一度叩きつける。
キャタラクトクライ
斜め下方に向かって相手を投げつける。

### 必殺技
ソニックウェーブ
弱中強により射程が変わる超音波を発する飛び道具である。当たった相手は、一定時間身動きが取れなくなる。ES版は初代のみ存在しなかった。簡単なコマンドで出すことができた他、『ハンター』まではガードキャンセルに対応していた。『セイヴァー』からは、コマンドがタメ技に変更されただけでなく、ガードキャンセルにも対応しなくなった。通常の飛び道具に相殺され、ES版の飛び道具に対しては一方的に消される（これはES版も同様）。
ES版は、音波が巨大化して画面端まで飛んでいく。
トリックフィッシュ
バックダッシュから、水を纏った両足による跳び蹴りを、斜め前上方に向かって放つ。一定距離進むと、自動的に解除され、その場に落下する。弱中強により、飛距離が変わる。対空として使用できなくもないが、発生が若干遅く、空中ガードが可能。ヒット後は追い打ちが入る。『セイヴァー』以降は別コマンドが追加され、こちらのコマンドで出す場合のみガードキャンセルに対応している。
なお、初代と『ハンター』ではキックボタンを押しっぱなしにしてバックダッシュを入力しても出せるが、『セイヴァー』以降ではこの方法では出なくなった（バックダッシュの後にボタンを押さないと出ない）。
ES版は飛距離が伸び、ヒット数が3に増える。
ポイズンブレス
毒の煙を、わき腹にある鰓から発射する。当たった相手は体の色が変わり、一定時間操作できなくなる。弱中強により、毒霧の出現時間が変わる。なお、飛び道具は毒霧をすり抜けてくる。空中の相手に当たると、相手は吹き飛んだ後に地上で行動不能となる。
ES版は、初代のみ通常版と変化がない（ゲージのみ消費する）。『ハンター』では毒霧の飛距離がさらに伸び、前方に向かって飛んでいくようになる。しかし、遠くで当たるほど威力が落ちる。『セイヴァー』では拘束時間には差はなく、通常のものの3個分大きさのものを出す。
スクリュージェット
水を纏って、前方へ向かって回転しながら飛んでいく。弱中強の順で飛距離と攻撃速度が伸びる代わりに、攻撃のヒット数は逆に減少する。中と強が3ヒットし、弱だけ4ヒットする。ヒット効果は、地上の相手に対してはのけぞりだが、空中の相手に対してはダウンに変わる。その後は追い打ちが可能。『セイヴァー』以降は削除された。
ES化すると、ヒット数が最大で8まで増える。
クリスタルランサー
コマンド投げ技。掴んだ相手を引っかきながらジャンプしたあと、地面へ叩きつける。技後の追い打ちは、『ハンター』では確定はせず、『セイヴァー』では不可能。
ES版は、引っかく回数が増える。
スカイネプチューン
掴んだ相手を頭部の鰓に突き刺してから上昇し、地面へ叩きつける。技後の追い打ちは不可能。『セイヴァー』では削除された。
ES版は、落とした相手の上に追撃を加える。
ジェムズアンガー
「スカイネプチューン」の代わりに、『セイヴァー』から加わったコマンド投げ技。掴んだ相手を、自分の真上に放り投げた後2枚貝に変身し、8つの真珠をぶつける。この真珠による攻撃はコンボ補正がかかるため、ダメージはそれほど高くない。
ES版は、落ちてきた相手に「トリックフィッシュ」で追撃する。通常、ESともに技後には追い打ちが入る。
リバーサイドドロップ
『ハンター』以降から追加された、『ヴァンパイア』シリーズのダウン追撃技。相手に宙返りしながら踏み潰す。
ES版は、攻撃回数が3回に増える。

### EX必殺技（超必殺技）
アクアスプレッド
初代からあるEX必殺技。前方に液体を発射する。液体は地面を這うように進んでいき、その後水柱を巻き上げる。当たった相手は、空中に巻き上げられて落ちてくる。パンチボタンでの発動は、ボタンを全て離した瞬間の相手の位置に、キックボタンでの発動は、コマンドを入力した時点での相手の位置に、自動的に水柱が上がる。このため、使い分けが必要。のけぞり中の相手には、技が当たらない。なお、パンチボタンで発動する際、パンチボタンがどれか1つでも押されている状態であれば、液体は画面外に消えるまで進んでいく。『ハンター2』のダークフォース中は、柱の本数が2本に増える。
シーレイジ
『ハンター』から追加されたEX必殺技。津波を起こし、相手に最大8ヒットのダメージを与える。発動の瞬間にダメージを受けると、当たり判定のない波が出る。津波の先端や、何発の津波を食らったかによってヒット効果が変化する。『ハンター』では、この技を食らってダウンした相手に対し、次々と津波が追撃していくが、『セイヴァー』では追撃する属性は無くなった。
ウォータージェイル
『ハンター』から追加されたEX必殺技。ガード不能の巨大な泡を作り出す。当たった相手は、一定時間少しずつのダメージを受けながら無防備な状態で上昇していく。相手に当たる前にダメージを受けると、消滅してしまう。この間に追撃が可能で、性能の良さも合わせて、この技からの連携がオルバスの基本戦術の1つになっている。レバガチャで拘束時間を短縮できる。
ダイレクトシザーズ
通称カニパンチ。アーケード版初代『ヴァンパイア』の初期バージョンで、通常技のしゃがみ強パンチが中段属性に指定されていたものをEX必殺技で再現。発生が早いうえに、見た目に反してしゃがみガード不能であった。初代の初期版におけるしゃがみ強パンチが最も高性能であったが、後期版でしゃがみガード可能に変更され、『ハンター』以降はしゃがみ強パンチが全く異なる2段技の「スナップシザーズ」に置き換えられた。
『ハンター』以降、初代準拠のキャラクターカラーを選んだ場合のみ、EX必殺技としてゲージを消費して使用できるが、初代より発生が遅くなり、元々通常技であったため威力も低い。『セイヴァー』以降はゲージ3本を消費するようになった上、さらに発生が遅くなるなど、趣味的要素が強い。
オーシャンレイジ
『セイヴァー』のみのダークフォースで、『ハンター2』には存在しない。大量の水を呼び出し、それとともに現れるカブトガニのような生き物に乗って移動するようになり、その間に出せる基本技はしゃがんだ状態の通常技のみで、あらゆるガードで防がれる。中空を移動するような形になり、発動中はジャンプ、EX以外の必殺技、投げが使用不可能になり、ダメージを受けてものけぞらなくなるハイパーアーマー状態となり、同時に、ガードができなくなるという致命的な状態にもなる。このダークフォースで、相手を強引に「ウォータージェイル」に押し込むという戦法も取れる。

## 特殊なダメージモーション
ミッドナイトブリス（デミトリ）
人魚。全裸だが、髪で胸を隠している。
王家の裁き（アナカリス）
緑のカエル。
とが首さらし（ビシャモン）
半身の緑の魚。
サングェ＝パッサーレ（ジェダ）
蛙のように、喉が膨れる。

## 登場作品
- ヴァンパイアシリーズ
  - ヴァンパイア
  - ヴァンパイア ハンター
  - ヴァンパイア セイヴァー
  - ヴァンパイア ハンター2
  - ヴァンパイア セイヴァー2（家庭用のみ）
  - ヴァンパイア クロニクル ザ カオスタワー
  - ヴァンパイア ダークストーカーズコレクション
- その他
  - オルバス ワイルドリバー（携帯アプリ）
- 他社
  - SNK VS. CAPCOM 激突カードファイターズシリーズ

## 声優
- うえだゆうじ（全ゲーム作品）
- 荒木香恵（『ヴァンパイア セイヴァー』〈ミッドナイトブリス時〉[3]）
- 置鮎龍太郎（ドラマCD『電撃CD文庫EX ヴァンパイア 〜ザ ナイト ウォーリアーズ〜』）
- 三木眞一郎（ドラマCDおよびカセット ヴァンパイア ハンター『ヴァンパイア・ナイト 〜お笑い夜の祭典〜』、『ダークネスミッション 〜特選バター醤油味〜』）

## その他
- 『セイヴァー』以降、同キャラ対戦時は片方が必ず蛙の姿になって登場する。
- オルバスの日本国外名はRikuoとなっているが、これは日本のかつてのオートバイのブランド「陸王」からとっているとされている[要出典]。
- 「オーシャンレイジ」の時に現れるカブトガニのような生き物は、「マッハクラブ」という魔界獣。時速240キロで水中を泳ぐことができるが、上に乗られると極端に遅くなってしまう。
- オルバスの変身能力は、擬態の一種。擬態能力の強さがオスとしての強さの指針になっているため、これを子供に教え込むのがマーマンの英才教育[4]。
- オルバスは基本的には手足共に4本指なのだが、『ハンター』での勝利デモ時のイラストと同ムック用描き下ろしのイラストでは、手の指が5本で描かれている。
- PlayStation版『セイヴァーEXエディション』ではROM容量の都合により、勝利ポーズが1種類のみになっている。
- 『セイヴァーEXエディション』でショートカット機能をONにして、セレクトを押しながらオルバスを選択すると「ソニックウェーブ」と「ポイズンブレス」のコマンドが変更される。
- 初代『ヴァンパイア』および『ハンター』のオルバスステージで「アクアスプレッド」を使うと、4分の1の確率で上からカエルが降ってくる。